# Bost, Allier
Bost là một xã ở tỉnh Allier thuộc miền trung nước Pháp.